# Leonhard Schrickel
Leonhard Schrickel (* 17. September 1876 in Weimar; † 15. Januar 1931, in Bad Frankenhausen) war ein deutscher Schriftsteller von historischen Romanen und Heimatforscher.

## Leben
Der als Sohn eines Weinhändlers am 17. September 1876 in Weimar geborene Leonhard Schrickel galt in erster Linie als Autor von historischen Romanen. Er lebte zunächst in Dresden, später wieder in Weimar. Kurz vor seinem Tod mit nur 55 Jahren war er in der Weimarer Republik relativ bekannt, da er seine Themen speziell in der Umgebung seiner Heimat suchte, wie z. B. Friedrich den Freidigen, den letzten der Staufer.
In seinem Vorwort zu seinem Weimar-Führer beschrieb er die Stadt als „symbolischen“, „keinen realen Ort und stellt[e] eine populäre Klassikervermittlung vor, die vor allem den 'Gefahren' der neuen Republik trotzen (..)“ wollte.
Schrickel trat auch als Herausgeber historischer Dokumente aus dem Umfeld Goethes, einer Heimatgeschichte Weimars und einer Chronik des Weimarer Theaters hervor. Schrickel hielt als aktives Mitglied der Akademie gemeinnütziger Wissenschaften zu Erfurt Vorträge.
Er war mit Anna Lilly († 1951), geborene Wurm, verheiratet.

## Werke (Auswahl)
- HanseatischeVon gestern und Morgen. Roman, Carl Reissner, Dresden 1903
- Das Buch der Könige. Novellen, Rudolf Kraus, Dresden 1905
- Auchmenschen. Drama, Rudolf Kraus, Dresden 1906
- Zukunft !.Roman , Egon Fleischer & Co., Berlin 1909
- Eva. Ein dramatisches Gedicht, Loschwitzer Verlag, Loschwitz-Dresden 1909
- Hille Bobbe, Schuster & Loeffler, Berlin 1913
- Der Gottesknecht, Berlin 1914
- Friedrich der Freidige. Ein historischer Roman aus dem 14. Jahrhundert, 1925
- Alt-Weimarische Geschichten .Die Wetterfahne und 6 andere, Weimar 1927
- Blut zu Blut. Ein Roman aus Deutschlands Notzeit, Hanseatische Verlagsanstalt, Hamburg, Berlin, Leipzig 1927
- Geschichte des Weimarer Theaters, von s. Anfängen bis heute, Weimar 1928
- Imi. Ein Weimarer Roman aus Liszts Zeit, Weimar 1929
- Goethes Familie in Bad Frankenhausen, hrsg. von Leonhard Schrickel. Mit bisher unveröffentlichten Briefen u. Tagebuchblättern von Ottilie u. Walther von Goethe, Bad Frankenhausen 1930
- Weimar : Eine Wallfahrt in d. Heimat aller Deutschen, 6. Aufl. Weimar 1935